# Typ 206
Typ 206 je třída diesel-elektrických ponorek vyvinutých pro německé námořnictvo firmou Howaldtswerke-Deutsche Werft (HDW) jako vylepšení předchozích ponorek typu 205. Jedná se o třídu malých pobřežních ponorek, určených primárně k operacím proti lodím Varšavské smlouvy v mělkých vodách Baltského moře. Postaveno jich bylo 18 kusů a další tři kusy tohoto typu si nechal postavit Izrael jako třídu Gal. Z politických důvodů však stavbu realizovala britská loděnice Vickers.
Celkem 12 jednotek typu 206 bylo v 90. letech modernizováno a označeno typ 206A. Zejména dostaly modernější sonar a elektroniku. Po roce 2000 se počet operačních člunů snížil na šest. Všechny zbylé lodě byly vyřazeny v červnu 2010. Původně měly sloužit až do roku 2016, ale o jejich osudu rozhodly škrty v rozpočtu námořnictva. Dvě z vyřazených ponorek získalo kolumbijské námořnictvo.
U17 (S196) byla první německá ponorka v amerických vodách od dob druhé světové války a zároveň první ponorka, která vplula do přístavu Baltimore od roku 1916.

## Stavba
Celkem bylo postaveno 18 jednotek této třídy. Deset postavila loděnice Rheinstahl-Nordseewerke v Emdenu a osm loděnice HDW v Kielu.
Jednotky typu 206:
| Jméno      | Loděnice                | Zahájení stavby | Spuštěna           | Dodání             | Status |
| ---------- | ----------------------- | --------------- | ------------------ | ------------------ | --- |
| U13 (S192) | HDW                     | 1969            | 28. září 1971      | 19. dubna 1973     | Vyřazena 1997. Získalo ji indonéské námořnictvo jako Nagarangsang (403). Vyřazena.                                             |
| U14 (S193) | Rheinstahl-Nordseewerke | 1970            | 1. února 1972      | 19. dubna 1973     | Vyřazena 1997. Získalo ji indonéské námořnictvo jako Nagabanda (404). Vyřazena.                                                |
| U15 (S194) | HDW                     | 1970            | 15. června 1972    | 17. dubna 1974     | Vyřazena 2010. |
| U16 (S195) | Rheinstahl-Nordseewerke | 1971            | 29. srpna 1972     | 9. listopadu 1973  | Vyřazena 2011. |
| U17 (S196) | HDW                     | 1970            | 10. října 1972     | 28. listopadu 1973 | Vyřazena 2010. Ponorku získalo Automobilové a technické muzeum Sinsheim. Její přeprava do muzea byla zahájena v červenci 2024. |
| U18 (S197) | Rheinstahl-Nordseewerke | 1971            | 31. října 1972     | 19. prosince 1973  | Vyřazena 2011. |
| U19 (S198) | HDW                     | 1971            | 15. prosince 1972  | 9. listopadu 1973  | Vyřazena 1998. Získalo ji indonéské námořnictvo jako Bramastra (405). Vyřazena.                                                |
| U20 (S199) | Rheinstahl-Nordseewerke | 1972            | 16. ledna 1973     | 24. května 1974    | Vyřazena 1996. Získalo ji indonéské námořnictvo jako Aluguro (407). Vyřazena.                                                  |
| U21 (S170) | HDW                     | 1971            | 9. března 1973     | 16. srpna 1974     | Vyřazena 1998. Získalo ji indonéské námořnictvo jako Cundamani (406). Vyřazena.                                                |
| U22 (S171) | Rheinstahl-Nordseewerke | 1972            | 27. března 1973    | 26. července 1974  | Vyřazena 2008. |
| U23 (S172) | Rheinstahl-Nordseewerke | 1972            | 22. května 1973    | 2. května 1975     | Vyřazena 2011. Převedena do Kolumbie jako Intrépido (SS-23). Aktivní.                                                          |
| U24 (S173) | Rheinstahl-Nordseewerke | 1972            | 26. června 1973    | 16. října 1974     | Vyřazena 2011. Převedena do Kolumbie jako Indomable (SS-24). Aktivní.                                                          |
| U25 (S174) | HDW                     | 1971            | 23. května 1973    | 14. června 1974    | Vyřazena 2008. |
| U26 (S175) | Rheinstahl-Nordseewerke | 1972            | 20. listopadu 1973 | 13. března 1975    | Vyřazena 2005. |
| U27 (S176) | HDW                     | 1972            | 21. srpna 1973     | 16. října 1974     | Vyřazena 1996. |
| U28 (S177) | Rheinstahl-Nordseewerke | 1972            | 22. ledna 1974     | 18. června 1974    | Vyřazena 2004. |
| U29 (S178) | HDW                     | 1972            | 5. listopadu 1973  | 27. listopadu 1974 | Vyřazena 2006. |
| U30 (S179) | Rheinstahl-Nordseewerke | 1973            | 26. března 1974    | 13. března 1975    | Vyřazena 2007. |

## Konstrukce

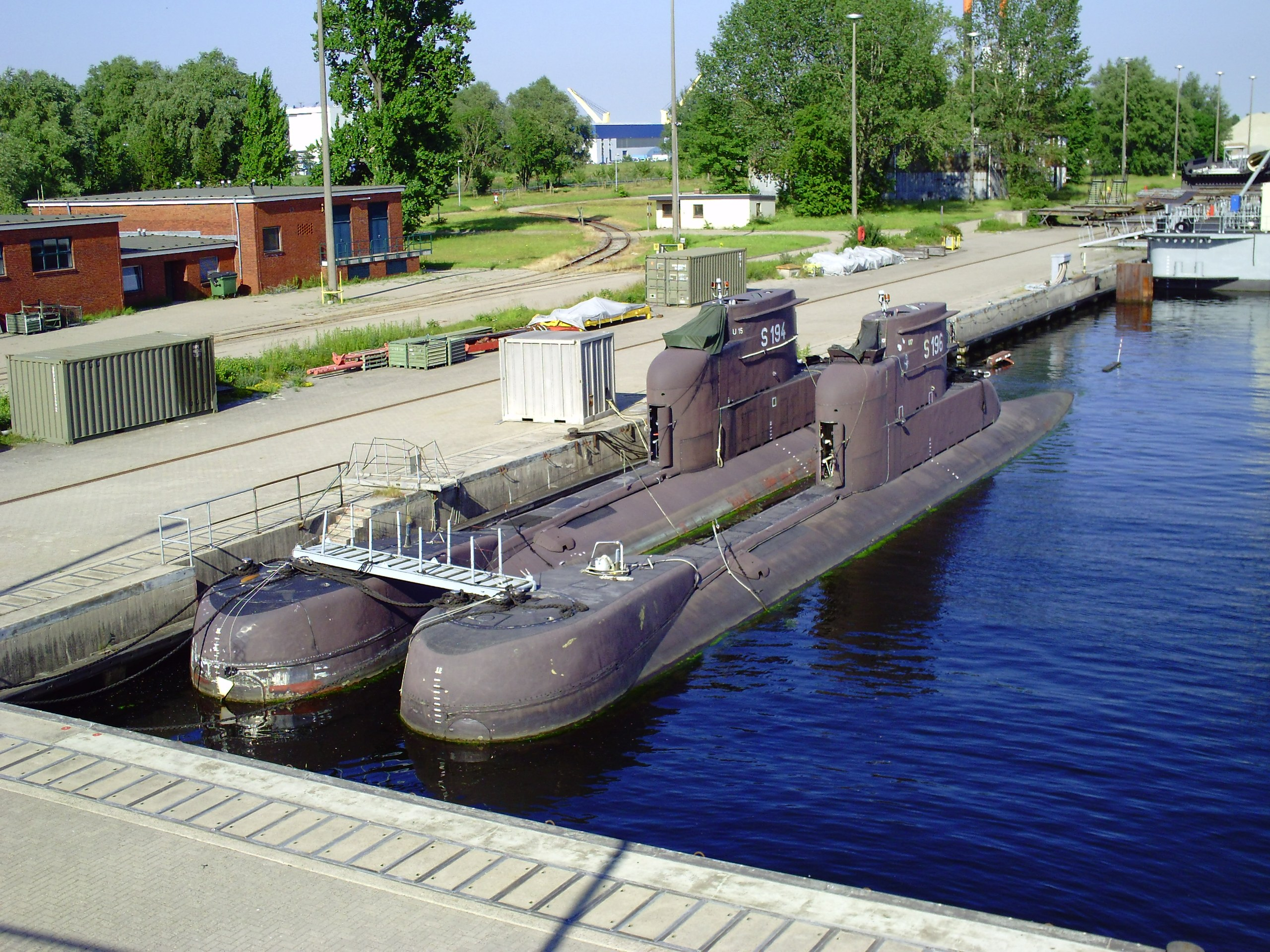
Ponorky U15 (S194) a U17 (S196)

Ponorky mají vynikající manévrovací schopnosti a jsou obtížně zjistitelné. Mají osm 533mm torpédometů se zásobou osmi torpéd či 24 min. Ponorky typu 206 jsou diesel-elektrické koncepce. Pohonný systém tvoří dva diesely MTU 12V 493, každý o výkonu 440 kW a jeden elektromotor Siemens-Schuckert o výkonu 1100 kW. Nejvyšší rychlost je 10 uzlů na hladině a 17,5 uzlů pod hladinou.

## Zahraniční uživatelé
Indonésie
- Indonéské námořnictvo – Získalo celkem pět vyřazených německých ponorek (U13, U14, U19, U20 a U21).[3]

 Kolumbie
- Kolumbijské námořnictvo – V srpnu 2012 kolumbijské námořnictvo zakoupilo vyřazené německé ponorky U23 a U24 typu 206A. Německá loděnice ThyssenKrupp Marine Systems v Kielu následně obě ponorky modernizovala.[4] Ponorky byly 27. listopadu 2015 přivezeny do kolumbijského přístavu Cartagena. Prezident Juan Manuel Santos je pokřtil jako Intrepido (SS-23, ex U23) a Indomable (SS-24, ex 24).[5] Do služby byly přijaty 28. srpna 2012.[6]